# HIP 79431
HIP 79431 (LP 804-27 / NLTT 42226) es una estrella en la constelación del Escorpión, visualmente a 30 minutos de arco de ν Scorpii.
Muy tenue, tiene magnitud aparente +11,34, por lo que no resulta visible a simple vista.
En 2010 se anunció el descubrimiento de un planeta extrasolar en órbita alrededor de esta estrella.
HIP 79431 es una enana roja de tipo espectral M3V con una temperatura superficial de 3191 ± 100 K.
Sus características físicas son muy similares a las de Struve 2398 A, Gliese 687 o Gliese 832, pero HIP 79431 se encuentra a 49 años luz de sistema solar, mucho más alejada que cualquiera de las estrellas anteriores.
Su masa estimada es de 0,49 masas solares y su metalicidad —abundancia relativa de elementos más pesados que el helio— es mayor que en el Sol ([Fe/H] = +0,4 ± 0,1).
No muestra una actividad cromosférica especialmente alta.

## Sistema planetario
El planeta, llamado HIP 79431 b, tiene una masa mínima 2,1 veces mayor que la masa de Júpiter, siendo uno de los planetas extrasolares más masivos descubiertos alrededor de una enana de tipo M.
Aunque no puede descartarse totalmente que sea una enana marrón y no un planeta, estadísticamente existe el 98,5% de probabilidades de que la masa de HIP 79431 b esté comprendida entre 2,1 y 12 veces la masa de Júpiter.
La separación media respecto a la estrella es de 0,36 UA y su período orbital es de aproximadamente 112 días.
| Acompañante (En orden desde la estrella) | Masa (MJ) | Período orbital (días) | Semieje mayor (UA) | Excentricidad |
| ---------------------------------------- | --------- | ---------------------- | ------------------ | ------------- |
| HIP 79431 b                              | > 2,1     | 111,7 ± 0,7            | 0,36               | 0,29          |